# Ciągłe pozaustrojowe natlenianie krwi
Ciągłe pozaustrojowe natlenianie krwi, in. pozaustrojowe utlenowanie krwi (ang. extracorporeal membrane oxygenation, ECMO) – metoda utlenowania krwi i eliminacji z niej dwutlenku węgla poprzez użycie krążenia pozaustrojowego, stosowana w leczeniu zespołu ostrej niewydolności oddechowej lub ostrej niewydolności serca, u podłoża których leży odwracalny proces chorobowy możliwy do wyleczenia oraz brak przeciwwskazań bezwzględnych.

## Historia
Pierwsze próby zastosowania krążenia pozaustrojowego jako metody leczniczej w zespole ostrej niewydolności oddechowej były prowadzone na modelu zwierzęcym już w okresie 1934–1939 przez amerykańskiego chirurga Johna Heyshama Gibbona. Stosowane wówczas materiały uniemożliwiały prowadzenie pozaustrojowego utlenowania krwi przed dłuższy okres, ponieważ powodowały bardzo duże uszkodzenie komórek krwi, prowadząc do śmierci pacjenta z powodu niewydolności wielonarządowej. Dopiero odkrycie w 1957 roku przez Karla Kammermeyera gumy silikonowej o odpowiednich parametrach umożliwiło budowę współczesnego płucoserca, które działa na zasadzie wymiany gazowej przez membranę. Pierwsze pozaustrojowe utlenowanie krwi było prowadzone przez 75 godzin w 1972 roku przez zespół Johna Donalda Hilla w California Pacific Medical Center. W 1977 roku zespół pod kierunkiem Robert H. Bartletta przedstawił wyniki leczenia 28 pacjentów, które stały się podstawą dalszych badań. W wyniku przeprowadzonego badania klinicznego prowadzonego metodą podwójnie ślepej próby, stwierdzono brak przewagi ECMO nad konwencjonalną wentylacją mechaniczną, przy znacznie wyższym koszcie ECMO. Mimo że przeprowadzona późniejsza analiza tego badania wykazała, że do badania kwalifikowano chorych po wirusowym zapaleniu płuc z nieodwracalnym uszkodzeniem pęcherzyków płucnych, wówczas spowodowało ono dyskwalifikację ECMO jako rutynowej metody postępowania na 15 lat. W 1979 roku opracowana została przez Luciano Gattinoni z zespołem, nowa metoda nazwana ECCO2R (pozaustrojowe usuwanie dwutlenku węgla (CO2), ang. extracorporeal CO2 removal). Kolejne badanie kliniczne w 1979 roku nie dowiodło przewagi tego leczenia nad konwencjonalnym postępowaniem, jednakże późniejsza analiza ponownie dowiodła błędów metodologicznych tego badania (nierównoważność grup, użycie ECMO o różnym poziomie technicznym) oraz przyjętych częściowo błędnych założeń leczenia wentylacją mechaniczną. Przeprowadzona w 2004 analiza retrospektywna oraz w 2005 roku badanie kliniczne wykazały lepsze przeżycie chorych leczonych pozaustrojowym utlenowaniem krwi w stosunku do oczekiwanego w ich sytuacji klinicznej.

## Budowa układu ECMO

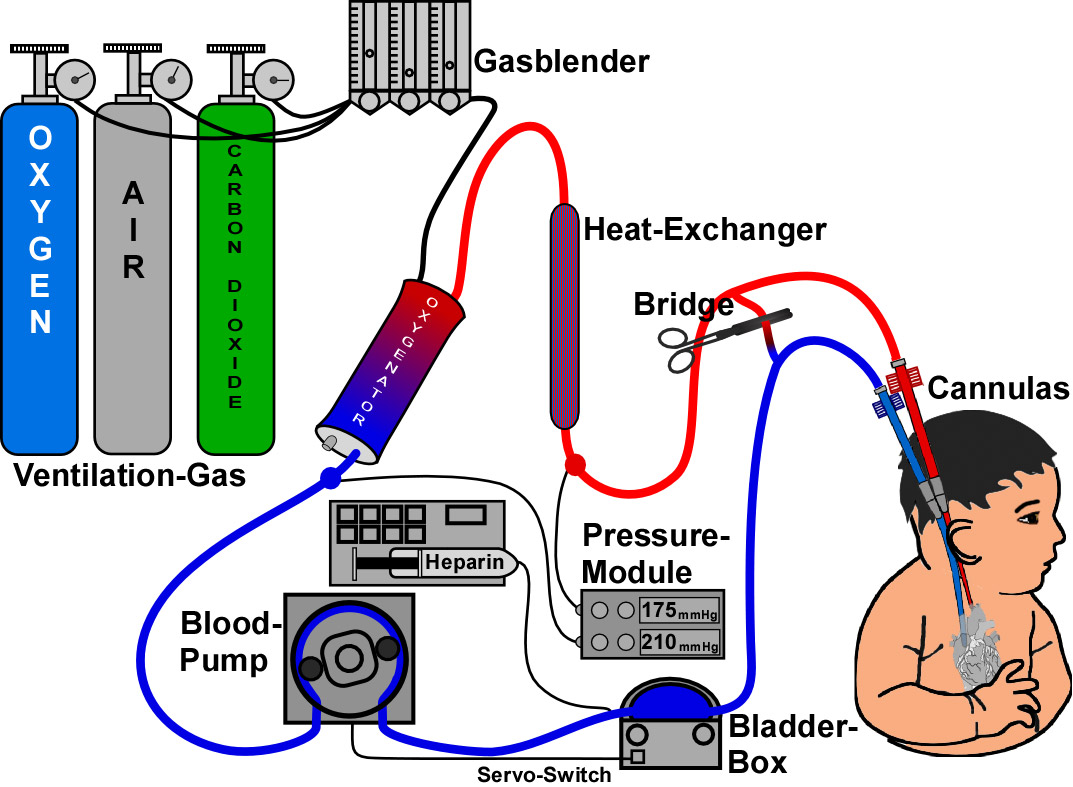
Schemat budowy ECMO

Układ ECMO składa się z oksygenatora membranowego, pompy rolkowej, wymiennika ciepła, czujników ciśnień i temperatury oraz układu drenów.

## Rodzaje konfiguracji ECMO

### Konfiguracja żylno-żylna
Konfiguracja żylno-żylna jest stosowana w leczeniu zespołu ostrej niewydolności oddechowej bez niewydolności serca. Technicznie polega na umieszczeniu specjalnego wkłucia w żyle szyjnej i udowej lub specjalnego wkłucia dwuświatłowej wprowadzonej do żyły szyjnej. W tym układzie natlenowana krew powraca ponownie do układu żylnego, a następnie przez serce do krążenie ogólnego.

### Konfiguracja tętniczo-żylna
Konfiguracja tętniczo-żylna jest stosowana w leczeniu zespołu ostrej niewydolności oddechowej z niewydolnością serca. Technicznie polega na umieszczeniu specjalnego wkłucia w żyle szyjnej lub udowej oraz do tętnicy udowej. W tym układzie natlenowana krew zostaje podana do układu tętniczego.

## Kwalifikacja do ECMO
Do ciągłego pozaustrojowego natleniania krwi kwalifikowane są zarówno dzieci, jak i dorośli ze schorzeniami możliwymi do wyleczenia.

### Kwalifikacja dzieci do ECMO
Do ECMO kwalifikowane są dzieci o masie ciała powyżej 2000 g i wieku ciążowym powyżej 35 tygodni (mniejsze dzieci mają nieakceptowalnie wysokie ryzyko krwawienia do ośrodkowego układu nerwowego) z chorobami takimi jak zespół zaburzeń oddychania noworodka, przetrwałe nadciśnienie płucne płodowe, przepuklina przeponowa, wrodzone zapalenie płuc, zespół zachłyśnięcia smółką oraz przetrwałe krążenie płodowe.

### Kwalifikacja dorosłych do ECMO
Do ECMO kwalifikowani są dorośli z chorobami takimi jak zapalenie płuc, zespół ostrej niewydolności oddechowej, wstrząs kardiogenny, kardiomiopatia, zapalenie mięśnia sercowego, zatorowość płucna, odma opłucnowa, planowane przeszczepienie serca i płuc oraz hipotermia z temperaturą wewnętrzną poniżej 28 °C.

## Rejestr chorych leczonych przy pomocy ECMO
Ogólnoświatowy rejestr chorych leczonych przy pomocy ECMO prowadzony jest przez Extracorporeal Life Support Organization (ELSO).